# Zahneule

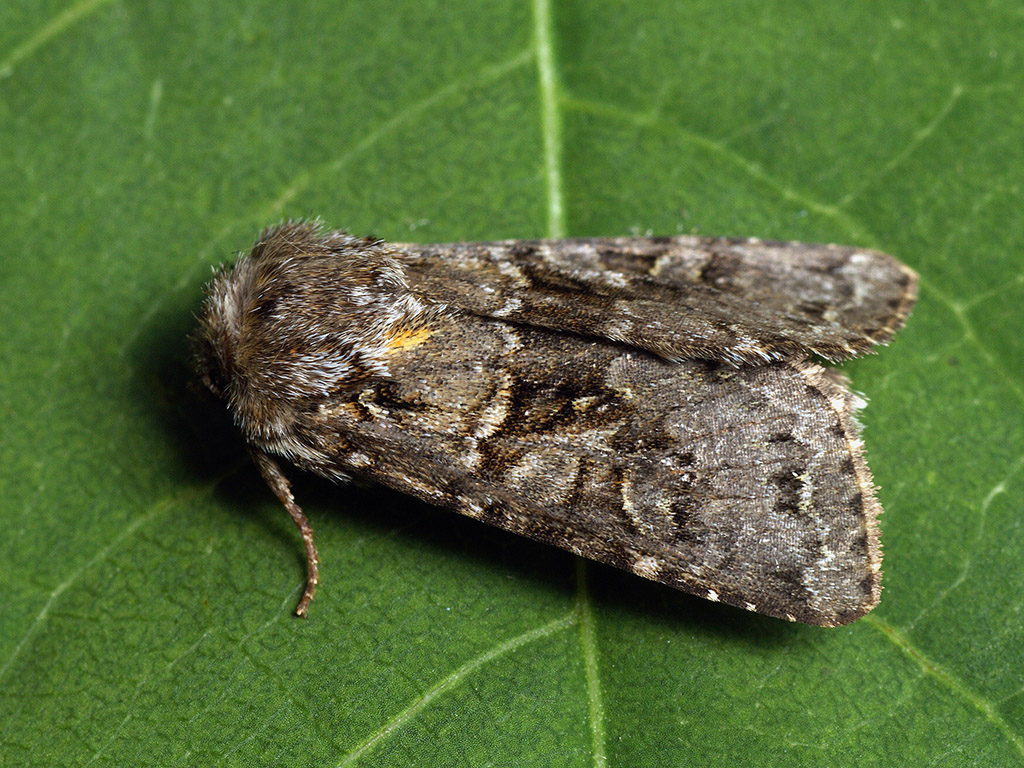
Leicht verdunkelte Form

Die Zahneule (Hada plebeja) ist ein Schmetterling (Nachtfalter) aus der Familie der Eulenfalter (Noctuidae). In älterer Literatur ist die Art zuweilen als Mamestra dentina (nach dem Lateinischen dens bzw. dentis mit der Bedeutung „Zahn“ bzw. „Zähne“) oder als Polia nana zu finden.

## Merkmale

### Falter
Die Falter erreichen eine Flügelspannweite von 29 bis 35 Millimetern. Die Farbe der Vorderflügeloberseite variiert in der Regel von hellgrau bis zu graubraun. Zuweilen treten jedoch auch sehr helle oder sehr dunkle Exemplare auf. Das leicht verdunkelte Mittelfeld zeigt große graue Ring- und Nierenmakel. Unterhalb der Ringmakel hebt sich ein weißlicher, meist doppelzähniger Fleck ab, der der Art den Trivialnamen verlieh. In der Basalregion ist oftmals ein gelber Fleck zu erkennen. An der hellen Wellenlinie befinden sich schwarzbraune Pfeilflecke. Die Hinterflügeloberseite ist zeichnungslos graubraun. Die Fühler der Männchen sind deutlich sowie bei den Weibchen schwach sägezähnig.

### Ei
Das Ei ist kugelig, hat eine abgeflachte Basis und ist kräftig gerippt. Es hat eine weißliche Grundfarbe von der sich ein karminroter bis purpurbrauner Zentralfleck sowie ein gleichfarbiger Ring abheben.

### Raupe
Ausgewachsene Raupen haben eine hellbraune bis dunkel graubraune Grundfarbe. Die Rückenlinie ist ebenso wie die Nebenrückenlinien unterbrochen oder in Punkte aufgelöst. Der Seitenstreifen ist ockerfarben. Die Stigmen sind schwarz.

### Puppe
Die Puppe ist rotbraun gefärbt. An den hintersten Segmenten heben sich auf jeder Seite je drei kräftige Spitzen ab. Der Kremaster ist kurz und stumpf und mit zwei kurze Spitzen versehen.

### Ähnliche Arten
Wenig abgeflogene Falter der Zahneule mit dem hellen zahnartigen Zeichen sowie dem gelben Fleck in der Wurzelregion auf der Vorderflügeloberseite sind unverwechselbar.

## Verbreitung und Lebensraum
Die Art ist in Europa weit verbreitet und reicht in östlicher Richtung bis Mittelasien. Sie wurde auch in der Mongolei nachgewiesen. Die Zahneule ist in Graslandschaften, lichten Wäldern, Feuchtgebieten sowie an felsigen Hängen anzutreffen, besiedelt jedoch auch Stadtgebiete. In den Alpen wurden sie noch in einer Höhe von 2500 Metern gefunden.

## Lebensweise
Die Falter sind dämmerungs- und nachtaktiv. Zuweilen saugen sie an Blüten und besuchen gern künstliche Lichtquellen und Köder. Sie fliegen in einer langen Flugzeit zwischen den Monaten Mai und August. Die Raupen ernähren sich von Wurzeln und Blättern niedriger Pflanzen, u. a. von Habichtskräutern (Hieracium), Leimkräutern (Silene), Sternmieren (Stellaria), Pippau (Crepis) oder Löwenzahn (Taraxacum). Die Art überwintert als Puppe.